# IOS-XR
IOS-XR is de speciale versie van Cisco's besturingssysteem voor de high-end systemen zoals de speciale core-routers Cisco CRS-routers (de Cisco Carrier Routing System routers) en de 12000 series routers.
Voor deze Cisco-producten, die een zeer hoge beschikbaarheid nodig hebben, (met als eerste de CRS-1 de 12000 series routers en nu ook de nieuwe CRS-3), waren de beperkingen van het bestaande IOS onacceptabel. Bovendien waren er ondertussen al concurrerende router operating systemen, zoals Junipers JUNOS, die ontwikkeld waren zonder deze beperkingen. Hierop ontwikkelde Cisco een nieuwe versie van Cisco IOS, IOS-XR genoemd, dat modulariteit en geheugenbescherming tussen processen, lichtgewicht threads, pre-emptive scheduling en de mogelijkheid tot het onafhankelijk herstarten van gefaalde processen bood.
IOS-XR gebruikt een 3rd party real-time operating system microkernel (QNX), en het grootste deel van de huidige IOS code is herschreven om gebruik te kunnen maken van de mogelijkheden van de nieuwe kernel. Deze architectuur verwijdert alle processen, buiten degene die dit vereisen, uit de kernel en voert ze uit als "gewone" processen. Hierdoor is IOS-XR in staat om een hoge beschikbaarheid te garanderen.
In 2005 werd IOS-XR ook geïntroduceerd op het Cisco 12000 series platform. Meer recent, in 2006, heeft Cisco de IOS Software Modularity geïntroduceerd dat de QNX microkernel naar een meer traditionele IOS omgeving uitbreidt. Momenteel is dit beschikbaar op de Catalyst 6500 switch.
De CSR-routers zijn grotendeels redundant uitgevoerde routers die gebruikt worden in de backbone van breedbandserviceproviders. Het bestaande Cisco Internetwork Operating System voldeed niet om de vereiste hoge beschikbaarheid en robuustheid te ondersteunen dat hardwarematig in de CRS series beschikbaar is. Het originele IOS bood o.a. geen geheugen-bescherming: alles draait in een enkele geheugenruimte. Dit was voor de echte core-routers onwenselijk en voor de CSR-productlijn heeft Cisco een nieuw OS ontwikkeld: IOS-XR.